# Livingston (New Jersey)
Livingston – miasto w Stanach Zjednoczonych, w stanie New Jersey, w hrabstwie Essex.
Z Livingston pochodzi Conor Leslie, amerykańska aktorka.